# Aly Muritiba
Aly Muritiba (Mairi, 20 de fevereiro de 1979) é um cineasta brasileiro, ganhador do prêmio Global Filmmaking do Festival de Sundance de 2013 com o roteiro do longa "O Homem que Matou a Minha Amada Morta" e o seu curta-metragem "A Fábrica", foi semi-finalista ao Óscar de 2013, na categoria melhor curta em live-action, ficando de fora da lista final dos cinco indicados para ganhar a estatueta.

## Biografia e carreira
O cineasta nasceu no interior da Bahia e em 1998 mudou-se para São Paulo para cursar História na USP. Logo após, mudou-se para Curitiba com a intenção de cursar Comunicação e Cultura pela UTFPR e Cinema e TV na Faculdade de Artes do Paraná.
Em sua filmografia, existem trabalhos como: "Circular", "A Fábrica", "O Homem que Matou a Minha Amada Morta", "Com as Próprias Mãos", "Revolta" e "Poemas Inúteis", entre outros.
Em 2013, o seu filme "O Pátio" foi o único representante latino-americano indicado para a Semana da Crítica, premiação paralela do Festival de Cinema de Cannes.
Em 2015, lançou Para Minha Amada Morta, filme vencedor em sete prêmios, incluindo: Festival de Brasília, de Montreal (Canadá) e San Sebastian (Espanha). O filme estreou nos cinemas do Brasil em 31 de abril de 2016.
Em outubro de 2021, Deserto Particular foi pré-selecionado para representar o Brasil no Óscar 2022.
Em 2022, Muritiba esteve envolvido no processo de discussão da Academia Brasileira de Cinema para redefinir o processo de escolha do candidato brasileiro ao Oscar, ao lado de nomes como Waldemar Dalenogare e Bárbara Paz. 